# نام خانوادگی
نام خانوادگی، نام فامیلی (به انگلیسی: Family name)، پَس‌نام، شهرت، در فارسی افغانستان تخلّص و در فارسی تاجیکستان نسب، بخشی از نام کامل یک شخص است که تعلق فرد را به یک خانواده بیان می‌کند. همچون بسیاری از کشورهای جهان، در ایران نیز نام خانوادگی فرزند به‌طور قانونی و به‌صورت پیش‌فرض از پدر و نیاکان پدری گرفته می‌شود. برخلافِ پیش‌نام، نام خانوادگی برای افراد مؤنث و مذکر فرقی ندارد.

## تاریخچه
پیدایش نام خانوادگی برای خاندان‌های مهم و سرشناس به چین باستان و امپراتور ژی فو در ۲۸۵۲ پیش از میلاد بازمی‌گردد.

### در ایران
در ایران، انتخاب نام خانوادگی به شکل امروزین آن از سال‌های انقلاب مشروطیت در میان قشر روشنفکر جامعه معمول شد. با پایان جنگ جهانی اول ادارهٔ سجل احوال تهران آغاز به کار نمود و بعدها در زمان رضا شاه و در سال ۱۳۰۴ لوایحی به تصویب مجلس شورای ملی رسید که بر اساس آن استفاده از القاب گذشته منسوخ و انتخاب نام خانوادگی برای کلیهٔ اتباع ایران اجباری گردید. در ایران، نخستین مجموعهٔ رسمی ثبت‌احوال در سوم دی ماه ۱۲۹۷ به‌عنوان بخشی از بلدیه تأسیس شد و نخستین سند ولایت یا همان شناسنامه هم در همین تاریخ برای فردی به نام «فاطمه ایرانی» در تهران به ثبت رسید.
نخستین سند هویتی ایرانیان دارای نام خانوادگی خارج از کشور در اسفند ماه ۱۳۰۸ در شهر بمبئی به نام «عبدالحسین سپنتا» صادر شد.
نسبت دادن یک نام خانوادگی به هر ایرانی، از سال ۱۳۱۳ به‌صورت قانون مدنی درآمد و اجباری شد و از آن زمان، به مرور زمان، برای تمام اتباع ایران، نام خانوادگی انتخاب شد که متناسب با محل اسکان قوم و نام یا شهرت بزرگ خاندان، پدر، پدربزرگ و جد، گاهی هم شغل یا حرفه یا یک ویژگی بدنی بود. پیش‌از تصویب این قانون و در سال ۱۳۰۴، لایحه‌ای تصویب مجلس شورای ملی رسیده بود که بکار بردن هر لقبی ازجمله خان، میرزا، سلطنه، دوله را برای ایرانیان ممنوع کرده بود و تنها القاب مجاز، آقا برای مردان و بانو برای زنان، در نظر گرفته شده‌بود. امروزه، ۴ نسل از زمان تصویب این قانون در سال ۱۳۰۳ می‌گذرد و بیش از ۱۰ هزار نام‌خانوادگی در ایران به ثبت رسیده‌است که القاب با بیشترین فراوانی عبارتند از: محمدی، حسینی، احمدی، رضایی، مرادی، حیدری، اسفندی ، رحیمی و ….
نام‌های خانوادگی ممکن است دارای پسوند، میانوند، پیشوند یا فاقد آن باشند. بااین‌حال اغلب نام‌های خانوادگی معمولاً نسبی بوده و فرد یا فامیل را به یک فرد مهم (محمدی، حسینی، ...)، به یکی از اجداد (مهدی‌پور، محمدزاده، ...)، به یک محل (تبریزی، اصفهانیان، شیرازی، ...)، به یک شغل یا حرفه (خورده فروش، صراف، جواهریان، پزشکزاد، ....)، به ماه‌های سال (اسفندی، آذری، فروردین، بهمنی ، شهریوری و ...) به یک دودمان (آل‌هاشم، بنی‌هاشمی، ....)، به یک ویژگی بدنی (خوش‌چهره، ....) یا فیزیکی (قهرمان، قوی‌پنجه، ...) نسبت می‌دهند.
بر اساس قوانین ایران هر فرد ایرانی فقط برای یکبار در طول عمر خود می‌تواند نام خانوادگی خود را با شرایطی تغییر دهد. این تغییر (که معمولاً بین سه تا شش ماه به طول می‌انجامد) تابع شرایط و مقرراتی است. بر اساس این مقررات، زنان پس از ازدواج واجد شرایط تغییر نام خانوادگی محسوب می‌گردند.
طبق آمار جدید سازمان آمار جهانی در ایران به‌احتمال ۵۶٫۳۹٪ نام و نام خانوادگی افراد مشابه است.